# Masacre de Rivera
La Masacre de Rivera se refiere al asesinato masivo de nueve concejales del municipio colombiano de Rivera (Huila), cuando estos se encontraban en plena sesión legislativa, el 27 de febrero de 2006. La matanza fue perpetrada por la Columna móvil Teófilo Forero de las Fuerzas Armadas Revolucionarias de Colombia - Ejército del Pueblo (FARC-EP), dirigida por Wilkin Fernando Lugo y Hernán Darío Velásquez, El Paisa.
La Masacre fue perpetrada con el fin de desestabilizar los gobiernos municipales y hacer notar su presencia y poder, dos semanas antes de las elecciones legislativas de Colombia de 2006. 

## Antecedentes
Pese a que las FARC-EP ya habían perpetrado ataques contra los organismos políticos municipales y departamentales del país, como el secuestro de los diputados a la Asamblea de Valle del Cauca, uno de los departamentos más ricos del país, desde 2003, cuando el presidente Álvaro Uribe presentó la política de seguridad democrática, los ataques se intensificaron en contra de los gobiernos municipales, especialmente de sur del país.
Con el fin de demostrar su poder, las FARC-EP atacaron entre 2005 y 2006 a los concejos de Puerto Rico, en Caquetá, y de Campoalegre, en Huila. Rivera ya había sido objeto de ataques, pues en 2004 su alcalde fue asesinado por esta guerrilla.
Desde 2005 la guerrilla comenzó a amenazar a los concejales del municipio, exigiendo su renuncia, razón por la cual obtuvieron seguridad de parte del Ministerio del Interior.

## Hechos
El Concejo tenía previsto realizar su última sesión del período legislativo en la mañana del 27 de febrero, en la sede del Concejo. Sin embargo, debido a la realización de una obra cerca de la sede, decidieron trasladarse al hotel campestre Los Gabrieles.
Allí comenzó la sesión a las 13:30 PM, y, 20 minutos después, a las 13:50 PM, hombres armados vestidos con trajes del ejército irrumpieron en el sitio, abriendo fuego de manera inmediata contra los funcionarios. En el sitio murieron 7 de los 12 concejales; otros dos murieron en un hospital. También resultó herido un policía.
Tras cometer la masacre, los guerrilleros huyeron del lugar en una camioneta y en una motocicleta por una vía rural, mientras celebraban los hechos. Aunque la policía reaccionó, apenas lograron intercambiar algunos disparos con los perpetradores.

## Consecuencias
Como consecuencia de la masacre, el alcalde Hernando Pinto Salazar declaró la vacancia total del concejo y convocó a los segundos y terceros renglones de candidatos que se habían presentado al concejo. Pese a que algunos no querían asumir, finalmente, después de varios días, el concejo fue restablecido.
Según las investigaciones, la masacre fue ordenada para hacer evidente el poder de las FARC-EP en la zona, dos semanas antes de las elecciones legislativas de Colombia de 2006.
La Corte Suprema de Justicia de Colombia condenó a 37 años de prisión del concejal Gil Trujillo Quintero, sobreviviente a la masacre, y quién fue cómplice en la masacre. Así mismo, un juzgado penal de Neiva condenó a 39 años de prisión a los líderes guerrilleros Hernán Darío Velásquez Saldarriaga, alias El Paisa, y a 31 años a Wilkin Fernando Lugo, alias Hernán, jefes de la Columna Móvil Teófilo Forero, que cometió el crimen.
Así mismo, el Estado Colombiano fue condenado en dos ocasiones por no prestarle suficiente seguridad a los concejales.